# Daviesia uniflora
Daviesia uniflora är en ärtväxtart som beskrevs av D.A.Herb.. Daviesia uniflora ingår i släktet Daviesia, och familjen ärtväxter. Inga underarter finns listade i Catalogue of Life.